# Kattem IL
Kattem Idrettslag (kurz: Kattem IL) ist ein Verein in Trondheim. Als ein unbedeutender Vorstadtverein vom Stadtteil Heimdal in Trondheim schaffte er es, eine Frauenfußballmannschaft hervorzubringen, die 7 Saisons (2005 sowie in den Jahren 2007 bis 2012) in der höchsten norwegischen Spielklasse, Toppserien, zu Gange war. Sportlich war es 2012 nicht zu Ende, durch die Relegation hatte Kattem den Verbleib in der höchsten Spielklasse verteidigt. Die ständig wachsenden Anforderungen an die Spitzensportvereine rangen aber in diesem Jahre dem kleinen Vorstadtverein eine Grundsatzentscheidung ab. Man entschied sich wieder für den Breitensport und meldete sowohl die Frauenmannschaft als auch die Frauen-A-Juniorenmannschaft vom Ligabetrieb ab.
Kattem liegt im Stadtteil Heimdal, etwa 15 Kilometer südlich von Trondheims Zentrum. Kattem selbst hat etwa 4000 Einwohner, im Stadtteil Heimdal wohnen rund 70 000 Menschen.
Der Verein wurde 1979 gegründet. Heute hat er Abteilungen für Fußball, Handball, Klettern und Schwimmen. Der Verein hat auch eine Allsport (deutsch: etwa wie Alles-Sport) genannte Abteilung. Sie führt Kinder im Alter von 6–10 Jahren an mehrere Sportarten heran.
Frauenfußball gab es ab 2013 bei Kattem nur im Juniorenbereich. Die Juniorinnen wurden aber langsam älter, und 2017 gründete man zusammen mit dem Nachbarverein Flatås Idrettslag (kurz Flatås IL) eine neue Frauenmannschaft und meldete diese für den Ligabetrieb an. Die Mannschaft läuft unter dem Namen Kattem/Flatås und spielt in der 4. divisjon (fünfthöchste Spielklasse).  Die Mannschaft spielt ihre Heimspiele im Wechsel in Kattem (Spielstätte: Åsane Kunstgress) und Flatås (Flatåsen Kunstrgess). Wenn in Kattem gespielt wird, trägt die Mannschaft die Farben von Kattem, Blau und Weiß, in Flatås wird in Rot und Schwarz gespielt.

## Erfolge
- Aufstieg in die Toppserien 2004, 2006

## Weblink
- Offizielle Homepage (norwegisch)